# Hoquei sobre gel als Jocs Olímpics d'hivern de 1948
Als Jocs Olímpics d'Hivern de 1948 celebrats a la ciutat de Sankt Moritz (Suïssa) es disputà una prova d'hoquei sobre gel en categoria masculina. La competició tingué lloc entre els dies 30 de gener i 8 de febrer de 1948 a les instal·lacions de la ciutat suïssa. La classificació final del campionat disputat en aquests Jocs Olímpics és vàlida com a 15è Campionat del Món d'hoquei sobre gel i com a 26è Campionat d'Europa d'hoquei sobre gel.

## Comitès participants
Hi participaren un total de 139 jugadors de 9 comitès nacionals diferents:
| - Àustria (15) - Canadà (12) - Estats Units (14) - Itàlia (17) - Polònia (17) |  | - Regne Unit (14) - Suècia (16) - Suïssa (17) - Txecoslovàquia (17) |

## Resum de medalles
| Or | Argent | Bronze |
| CanadàMurray Dowey · Bernard Dunster · Jean Gravelle · Patrick Guzzo · Walter Halder · Thomas Hibberd · Henri-André Laperrière · John Lecompte · George Mara · Albert Roméo Renaud · Reginald Schroeter · Irving Taylor | TxecoslovàquiaVladimír Bouzek · Augustin Bubník · Jaroslav Drobný · Přemysl Hainý · Zdeněk Jarkovský · Vladimír Kobranov · Stanislav Konopásek · Bohumil Modrý · Miloslav Pokorný · Václav Roziňák · Miroslav Sláma · Karel Stibor · Vilibald Šťovík · Ladislav Troják · Josef Trousílek · Oldřich Zábrodský · Vladimír Zábrodský | SuïssaHans Bänninger · Alfred Bieler · Hanggi Boller · Ferdinand Cattini · Hans Cattini · Hans Dürst · Walter Paul Dürst · Emil Handschin · Werner Lohrer · Heini Lohrer · Reto Perl · Ulrich Poltera · Gebhard Poltera · Beat Rüedi · Otto Schubiger · Riccardo Torriani · Hans-Martin Trepp |

## Medaller
| Posició | País           | Or | Argent | Bronze | Total |
| 1       | Canadà         | 1  | 0      | 0      | 1     |
| 2       | Txecoslovàquia | 0  | 1      | 0      | 1     |
| 3       | Suïssa         | 0  | 0      | 1      | 1     |
|         |                |    |        |        |       |
| Total   | Total          | 1  | 1      | 1      | 3     |

## Resultats

### Competició
Es realitzà una competició de tots contra tots:
| 30 de gener    |                |                      |
| Suïssa         | Estats Units   | 5:4 (1:0,1:1,3:3)    |
| Canadà         | Suècia         | 3:1 (1:1,1:0,1:0)    |
| Polònia        | Àustria        | 7:5 (0:2,4:2,3:1)    |
| Txecoslovàquia | Itàlia         | 22:3 (6:0,10:1,6:2)  |
| 31 de gener    |                |                      |
| Estats Units   | Polònia        | 23:4 (5:0,9:1,9:3)   |
| Txecoslovàquia | Suècia         | 6:3 (3:2,3:1,0:0)    |
| Suïssa         | Itàlia         | 16:0 (4:0,9:0,3:0)   |
| Regne Unit     | Àustria        | 5:4 (1:2,1:1,3:1)    |
| 1 de febrer    |                |                      |
| Canadà         | Suècia         | 3:0 (1:0,1:0,1:0)    |
| Estats Units   | Itàlia         | 31:1 (6:0,11:1,14:0) |
| Suïssa         | Àustria        | 11:2 (2:2,3:0,6:0)   |
| Txecoslovàquia | Polònia        | 13:1 (2:0,5:1,6:0)   |
| 2 de febrer    |                |                      |
| Suècia         | Àustria        | 7:1 (3:1,1:0,3:0)    |
| Canadà         | Polònia        | 15:0 (5:0,6:0,4:0)   |
| Txecoslovàquia | Regne Unit     | 11:4 (4:1,6:1,1:2)   |
| 3 de febrer    |                |                      |
| Canadà         | Itàlia         | 21:1 (11:0,6:0,4:1)  |
| Estats Units   | Suècia         | 15:2 (2:0,2:1,1:1)   |
| 4 de febrer    |                |                      |
| Txecoslovàquia | Àustria        | 17:3 (4:0,5:1, 8:2)  |
| Suïssa         | Regne Unit     | 12:3 (5:2,5:1,2:0)   |
| Polònia        | Itàlia         | 13:7 (3:1,6:2,4:4)   |
| 5 de febrer    |                |                      |
| Suïssa         | Suècia         | 8:2 (3:0,3:1,2:1)    |
| Regne Unit     | Polònia        | 7:2 (2:0,1:1,4:1)    |
| Àustria        | Itàlia         | 16:5 (3:4,6:0,7:1)   |
| Canadà         | Estats Units   | 12:3 (3:1,4:0,5:2)   |
| 6 de febrer    |                |                      |
| Suècia         | Regne Unit     | 4:3 (1:2,1:1,2:0)    |
| Suïssa         | Polònia        | 14:0 (8:0,5:0,1:0)   |
| Canadà         | Txecoslovàquia | 0:0 (0:0,0:0,0:0)    |
| Estats Units   | Àustria        | 13:2 (4:2,4:0,5:0)   |
| 7 de febrer    |                |                      |
| Estats Units   | Regne Unit     | 4:3 (1:1,2:0,1:2)    |
| Suècia         | Itàlia         | 23:0 (6:0,10:0,7:0)  |
| Suïssa         | Txecoslovàquia | 1:7 (0:1,1:2,0:4)    |
| Canadà         | Àustria        | 12:0 (5:0,5:0,2:0)   |
| 8 de febrer    |                |                      |
| Regne Unit     | Itàlia         | 14:7 (6:2,5:3,3:2)   |
| Suècia         | Polònia        | 13:2 (5:1,4:1,4:0)   |
| Txecoslovàquia | Estats Units   | 4:3 (3:1,1:2,0:0)    |
| Suïssa         | Canadà         | 0:3 (0:1,0:1,0:1)    |

### Classificació final i Campionat del Món
| Pos. | Equip          | J | G | E | P | Gf | Gc  | Dif. | Punts |
| 1    | Canadà         | 8 | 7 | 1 | 0 | 69 | 5   | +64  | 15    |
| 2    | Txecoslovàquia | 8 | 7 | 1 | 0 | 80 | 18  | +62  | 15    |
| 3    | Suïssa         | 8 | 6 | 0 | 2 | 67 | 21  | +46  | 12    |
| 4    | Estats Units   | 8 | 5 | 0 | 3 | 86 | 33  | +53  | 10    |
| 5    | Suècia         | 8 | 4 | 0 | 4 | 55 | 28  | +27  | 8     |
| 6    | Regne Unit     | 8 | 3 | 0 | 5 | 39 | 47  | +18  | 6     |
| 7    | Polònia        | 8 | 2 | 0 | 6 | 29 | 97  | -68  | 4     |
| 8    | Àustria        | 8 | 1 | 0 | 7 | 33 | 77  | -44  | 2     |
| 9    | Itàlia         | 8 | 0 | 0 | 8 | 24 | 156 | -132 | 0     |

### Classificació del Campionat d'Europa
| Pos. | Equip          |
| 1    | Txecoslovàquia |
| 2    | Suïssa         |
| 3    | Suècia         |
| 4    | Regne Unit     |
| 5    | Polònia        |
| 6    | Àustria        |
| 7    | Itàlia         |